# مطار داندونغ لانغتو
مطار داندونغ لانغتو (بالإنجليزية: Dandong Langtou Airport)‏ و(بالصينية: 丹东浪头机场) (إياتا: DDG) مطار عام يقع بمدينة داندونغ في لياونينغ في الصين. يبلغ طول المدرج 2600 م ويرتفع عن سطح البحر 9.1 م.

## شركات الطيران والوجهات
| شركـات طيـران          | الوجهات                                                                                |
| ---------------------- | -------------------------------------------------------------------------------------- |
| طيران الصين            | مطار بكين داشينغ الدولي                                                                |
| خطوط شرق الصين الجوية  | مطار شانغهاي هونغكياو الدولي                                                           |
| طيران الصين اكسبرس     | مطار تشونغتشينغ جيانغبى الدولي                                                         |
| خطوط جنوب الصين الجوية | مطار شانغهاي بودنغ الدولي، مطار شينزين باوان الدولي                                    |
| خطوط شانغهاي الجوية    | مطار غينغادو جياودونغ الدولي، مطار شانغهاي هونغكياو الدولي، مطار يانتاي بينجلاي الدولي |
| خطوط سيتشوان الجوية    | مطار تشنغدو تيانفو الدولي                                                              |

## وصلات خارجية
- http://www.flightstats.com/go/Airport/airportDetails.do?airportCode=DDG